# Kajakarstwo na Letnich Igrzyskach Olimpijskich 2004 – K-1 1000 m mężczyzn
K-1 1000 m mężczyzn – jedna z konkurencji rozgrywanych w ramach kajakarstwa, podczas letnich igrzysk olimpijskich w 2004. Eliminacje odbyły się 23 sierpnia, półfinały miały miejsce 25 sierpnia a finał został rozegrany 27 sierpnia.
Do eliminacji zgłoszonych zostało 25 zawodników. W każdym z biegów w eliminacjach, zawodnik z najlepszym czasem miał zapewniony bezpośredni awans do finału, szóstka kajakarzy z gorszymi rezultatami czasowymi wchodziła zaś do etapu półfinałowego. Trójka najszybszych zawodników w danym biegu półfinałowym awansowała do finału.
Zawody w tej konkurencji wygrał reprezentant Norwegii Eirik Verås Larsen. Drugą pozycję zajął zawodnik z Nowej Zelandii Ben Fouhy, trzecią zaś reprezentujący Kanadę Adam van Koeverden.

## Wyniki

### Eliminacje
Bieg 1
| Miejsce | Zawodnik               | Państwo           | Wynik    |
| ------- | ---------------------- | ----------------- | -------- |
| 1.      | Ben Fouhy              | Nowa Zelandia     | 3:26,064 |
| 2.      | Roland Kökény          | Węgry             | 3:27,904 |
| 3.      | Adam Seroczyński       | Polska            | 3:28,464 |
| 4.      | Javier Correa          | Argentyna         | 3:28,492 |
| 5.      | Róbert Erban           | Słowacja          | 3:30,576 |
| 6.      | Alan van Coller        | Południowa Afryka | 3:32,516 |
| 7.      | Jernej Župančič Regent | Słowenia          | 3:32,552 |
| 8.      | Apostolos Papandreu    | Grecja            | 3:41,664 |
| 9.      | Tony Lespoir           | Seszele           | 4:17,128 |

Bieg 2
| Miejsce | Zawodnik           | Państwo           | Wynik    |
| ------- | ------------------ | ----------------- | -------- |
| 1.      | Tim Brabants       | Wielka Brytania   | 3:24,412 |
| 2.      | Adam van Koeverden | Kanada            | 3:24,984 |
| 3.      | Ro'l Yellin        | Izrael            | 3:34,036 |
| 4.      | Andriej Szkiotow   | Rosja             | 3:35,708 |
| 5.      | Andrea Facchin     | Włochy            | 3:36,492 |
| 6.      | Simon Fäh          | Szwajcaria        | 3:41,392 |
| 7.      | Benjie Lewis       | Stany Zjednoczone | 3:43,052 |
| 8.      | Danila Turchin     | Uzbekistan        | 3:48,140 |

Bieg 3
| Miejsce | Zawodnik             | Państwo    | Wynik    |
| ------- | -------------------- | ---------- | -------- |
| 1.      | Eirik Verås Larsen   | Norwegia   | 3:25,150 |
| 2.      | Nathan Baggaley      | Australia  | 3:29,414 |
| 3.      | Emanuel Silva        | Portugalia | 3:29,854 |
| 4.      | Björn Goldschmidt    | Niemcy     | 3:31,310 |
| 5.      | Sebastián Cuattrin   | Brazylia   | 3:36,506 |
| 6.      | Bâbak Amir-Tahmasseb | Francja    | 3:36,882 |
| 7.      | Romas Petrukanecas   | Litwa      | 3:37,758 |
| 8.      | Liu Haitao           | Chiny      | 3:38,522 |

### Półfinały
Bieg 1
| Miejsce | Zawodnik           | Państwo           | Wynik    |
| ------- | ------------------ | ----------------- | -------- |
| 1.      | Nathan Baggaley    | Australia         | 3:28,417 |
| 2.      | Björn Goldschmidt  | Niemcy            | 3:29,561 |
| 3.      | Ro'l Yellin        | Izrael            | 3:30,005 |
| 4.      | Adam Seroczyński   | Polska            | 3:30,201 |
| 5.      | Alan van Coller    | Południowa Afryka | 3:32,893 |
| 6.      | Róbert Erban       | Słowacja          | 3:33,481 |
| 7.      | Andriej Szkiotow   | Rosja             | 3:35,349 |
| 8.      | Simon Fäh          | Szwajcaria        | 3:37,569 |
| 9.      | Romas Petrukanecas | Litwa             | 3:39,493 |

Bieg 2
| Miejsce | Zawodnik               | Państwo           | Wynik    |
| ------- | ---------------------- | ----------------- | -------- |
| 1.      | Adam van Koeverden     | Kanada            | 3:27,502 |
| 2.      | Roland Kökény          | Węgry             | 3:29,134 |
| 3.      | Emanuel Silva          | Portugalia        | 3:29,942 |
| 4.      | Javier Correa          | Argentyna         | 3:31,934 |
| 5.      | Bâbak Amir-Tahmasseb   | Francja           | 3:32,582 |
| 6.      | Jernej Župančič Regent | Słowenia          | 3:35,050 |
| 7.      | Sebastián Cuattrin     | Brazylia          | 3:37,682 |
| 8.      | Andrea Facchin         | Włochy            | 3:39,510 |
| 9.      | Benjie Lewis           | Stany Zjednoczone | 3:47,426 |

### Finał
| Miejsce | Zawodnik           | Państwo         | Wynik    |
| ------- | ------------------ | --------------- | -------- |
| 01 !    | Eirik Verås Larsen | Norwegia        | 3:25,897 |
| 02 !    | Ben Fouhy          | Nowa Zelandia   | 3:27,413 |
| 03 !    | Adam van Koeverden | Kanada          | 3:28,218 |
| 4.      | Nathan Baggaley    | Australia       | 3:28,310 |
| 5.      | Tim Brabants       | Wielka Brytania | 3:30,553 |
| 6.      | Roland Kökény      | Węgry           | 3:31,121 |
| 7.      | Emanuel Silva      | Portugalia      | 3:33,862 |
| 8.      | Björn Goldschmidt  | Niemcy          | 3:34,381 |
| 9.      | Ro'l Yellin        | Izrael          | 3:43,485 |